# Эфтелинг
Э́фтелинг (нидерл. Efteling) является крупнейшим парком развлечений в Бенилюксе. Его годовой оборот за 2014 г. составил € 165 000 000. Система общепита парка занимает 26 место в списке самых крупных предприятий нидерландского общепита. 94 % населения Нидерландов хотя бы раз в жизни посещали Эфтелинг. В 2009 г. парк посетил 100 000 000-й посетитель.

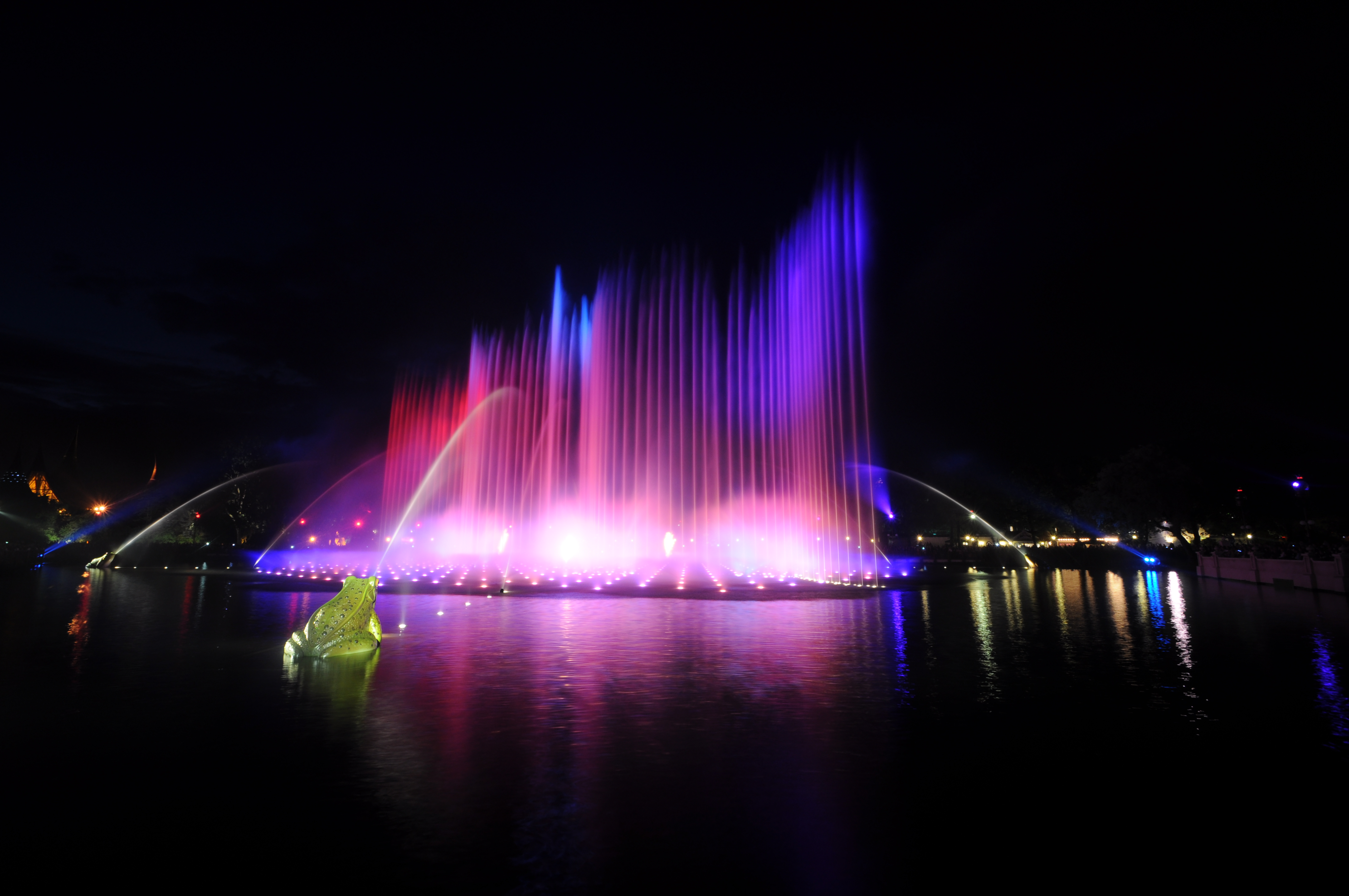
Музыкальный фонтан Aquanura.

Эфтелинг расположен в Катсхевеле (недалеко от Тилбурга) в нидерландской провинции Северный Брабант. Его официальное открытие состоялось еще в 1952 году. Тогда входной билет стоил всего лишь 80 центов. Эфтелинг работает ежедневно круглый год. Входная цена на 2023 г. — € 48 (взрослый билет на кассе).
Парк входит в 25 самых посещаемых тематических парков мира и в тройку самых крупных европейских. В 2017 г. Эфтелинг посетило 5 400 000 человек.
В настоящее время курорт включает в себя тематический парк, поле для гольфа и три тематических отеля. Здесь оживают герои Ханс Кри́стиан А́ндерсен, Братья Гримм и Шарль Перро́. Эфтелинг разделен на пять королевств.
Эфтелинг имеет шесть американских горок. Он также имеет более 36 аттракционов и шоу.
На территории площадью 72 га и окружённой живописным лесом, располагаются тематический парк аттракционов и гостиничный комплекс Эфтелинг. Лесное королевство — это курортная деревня Босрейк, расположенная позади парка. Общая площадь «Мира Эфтелинга» — 276,1 га, включая 11 га парковки. В среднем за год Эфтелинг посещают 5 млн человек.

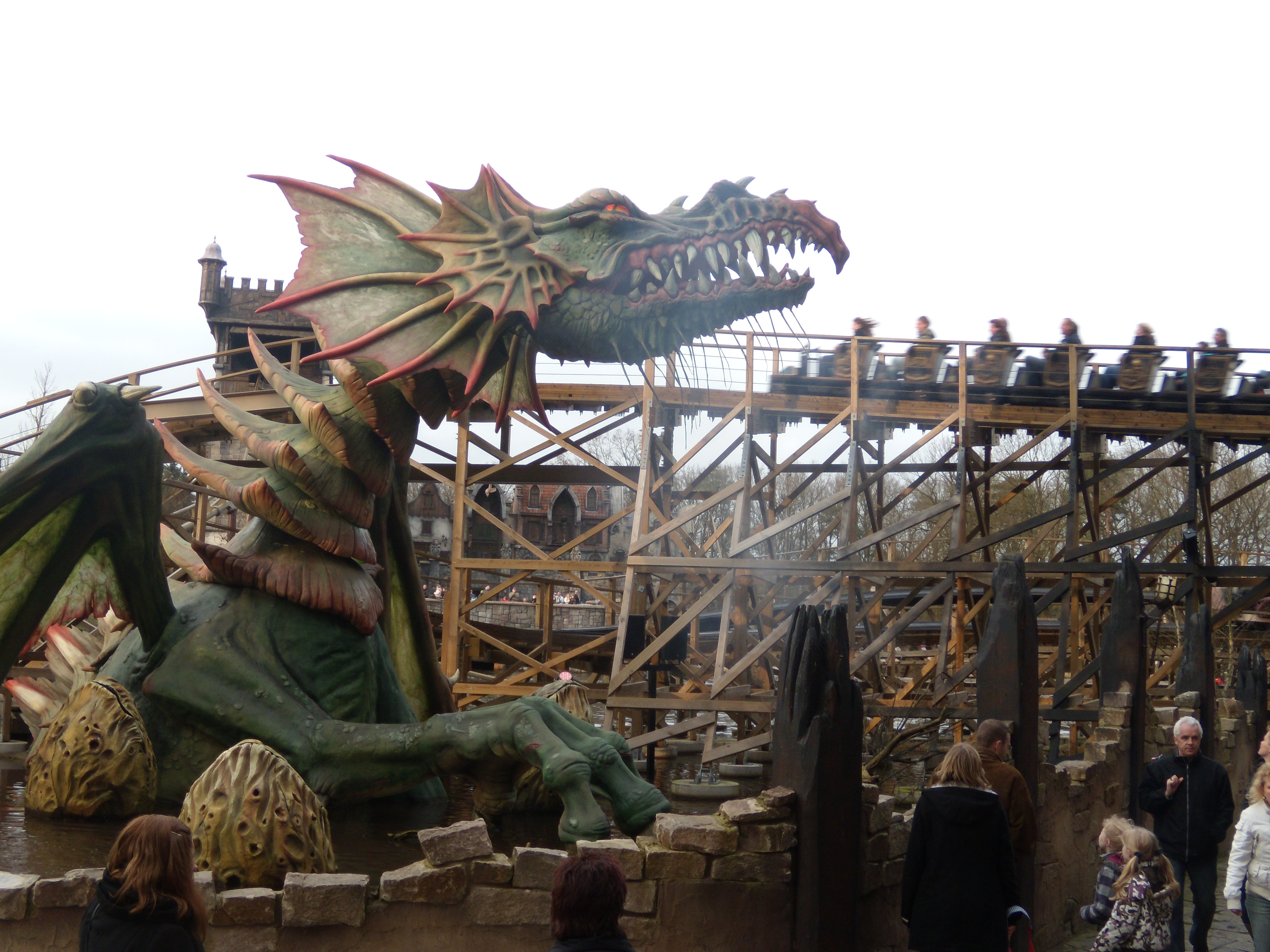
Американские горки Joris en de Draak
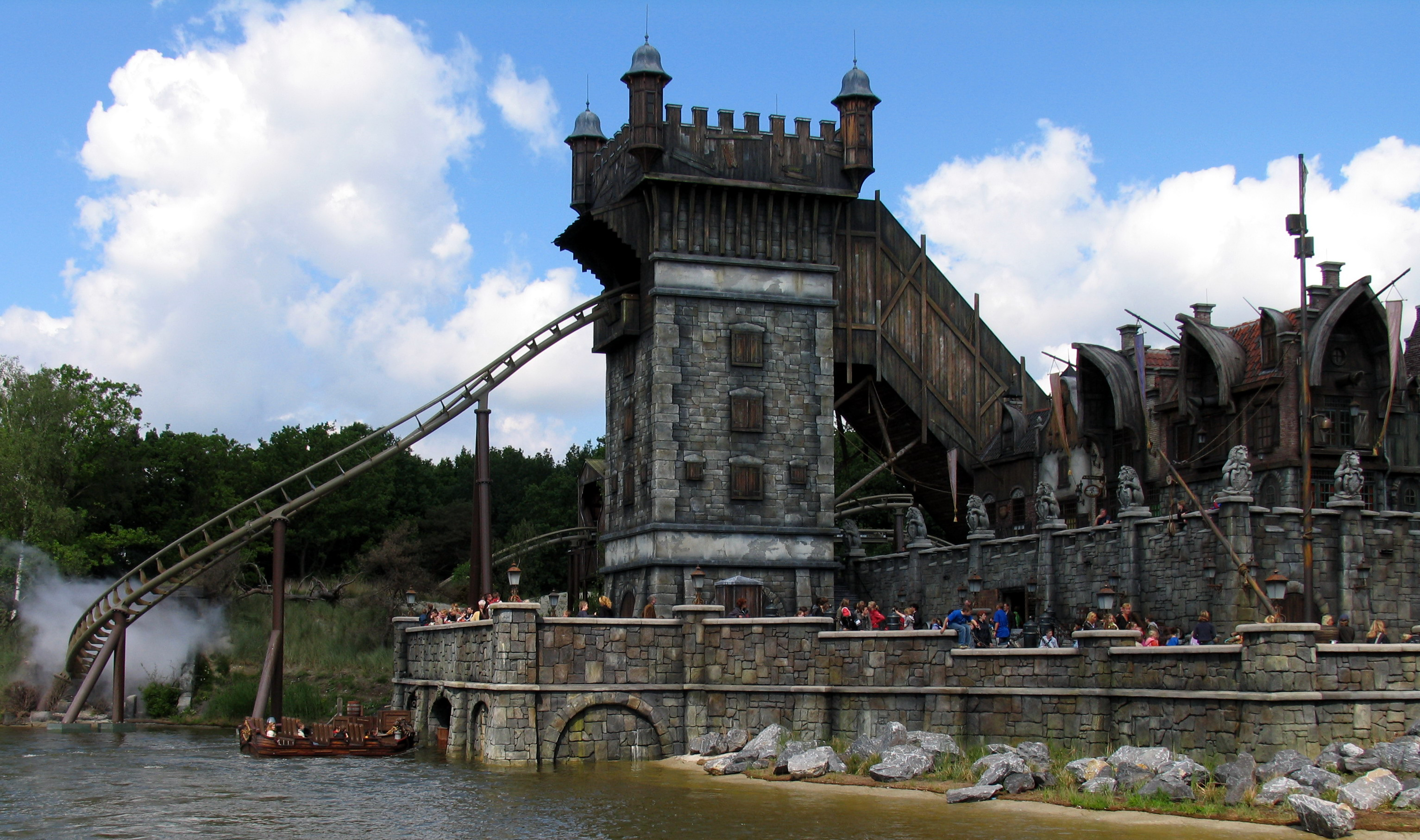
Летучий голландец (Vliegende hollander)
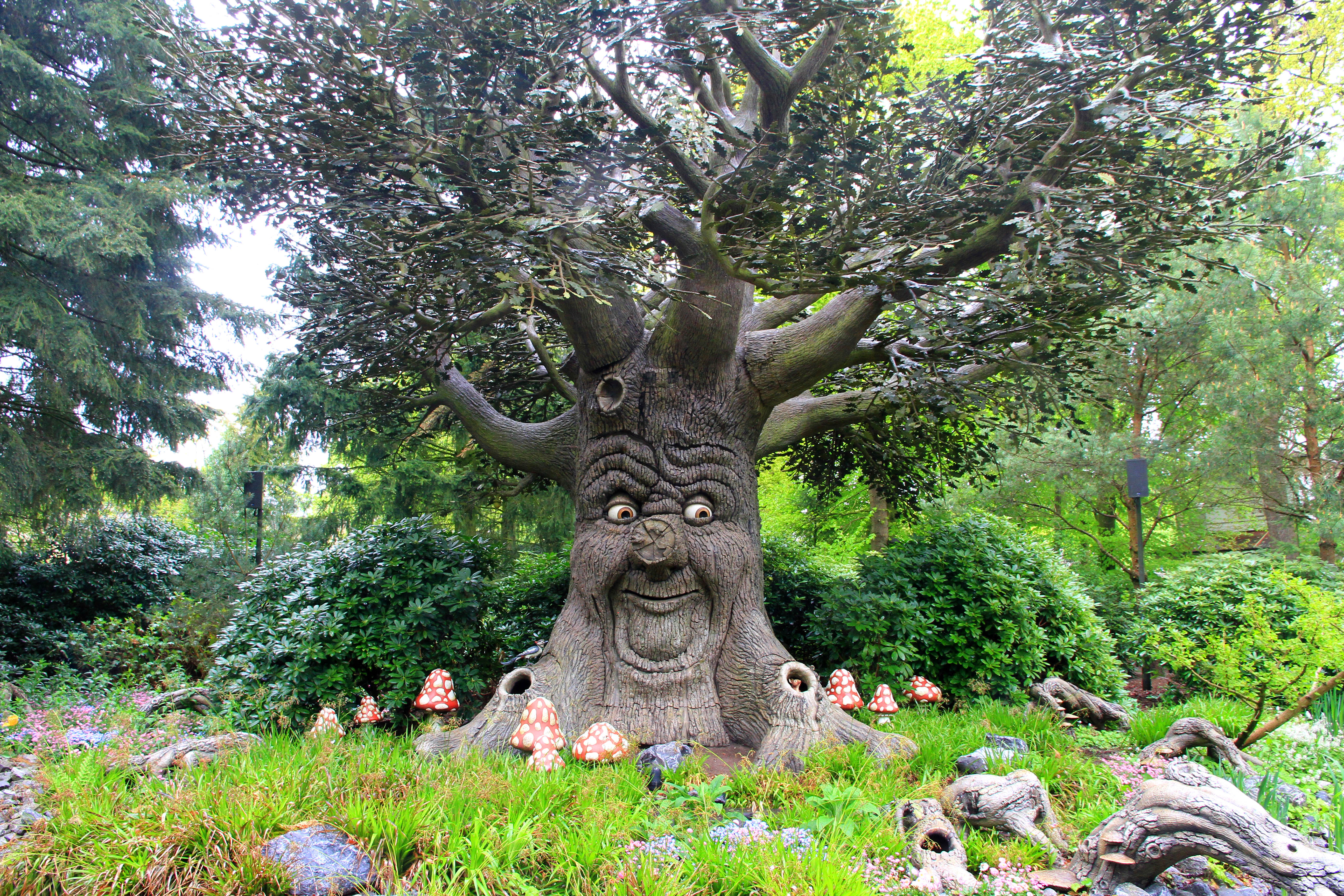
дерево Сказок в Сказочном лесу. Говорящее дерево в Эфтелинге
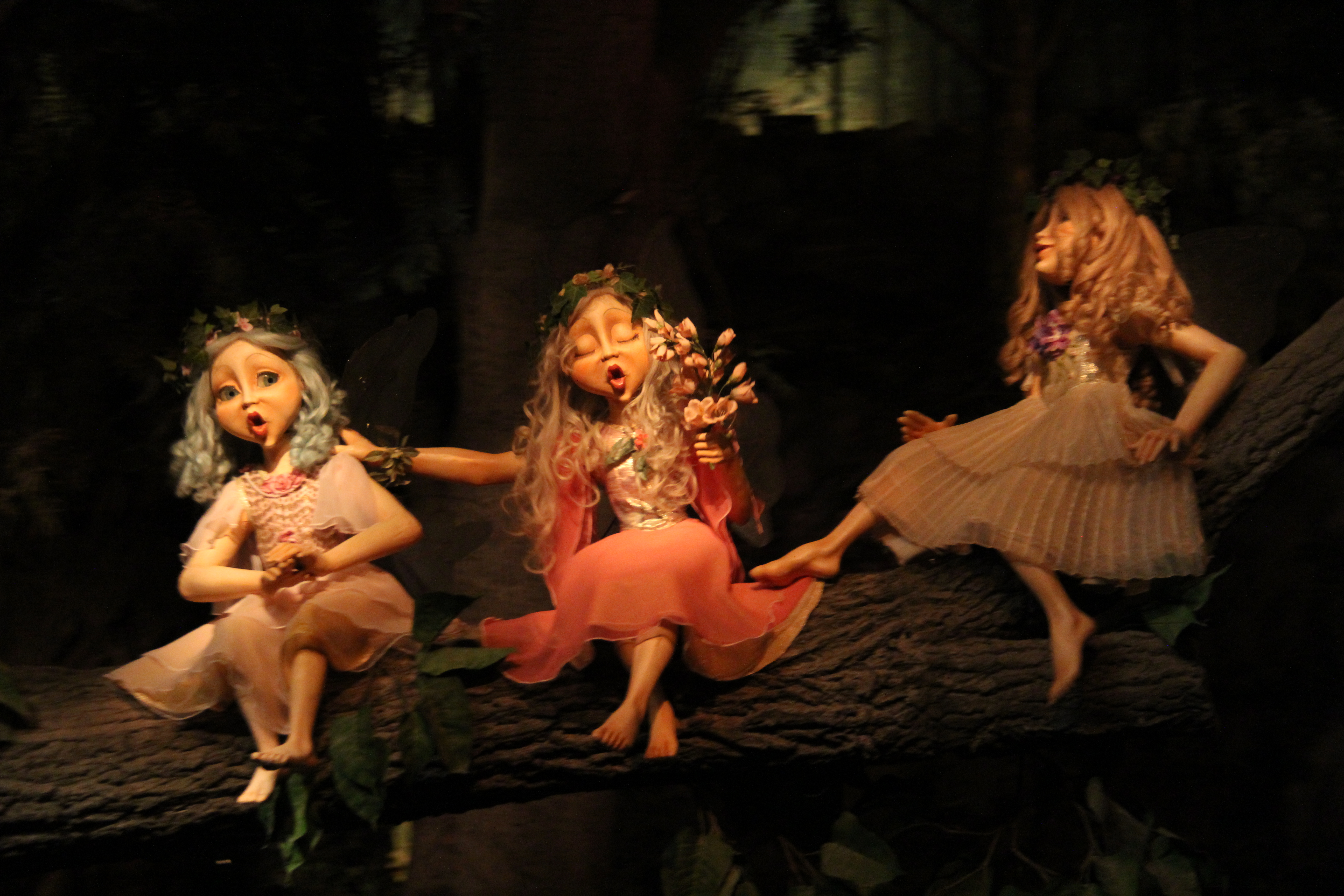
полет мечты (Droomvlucht)
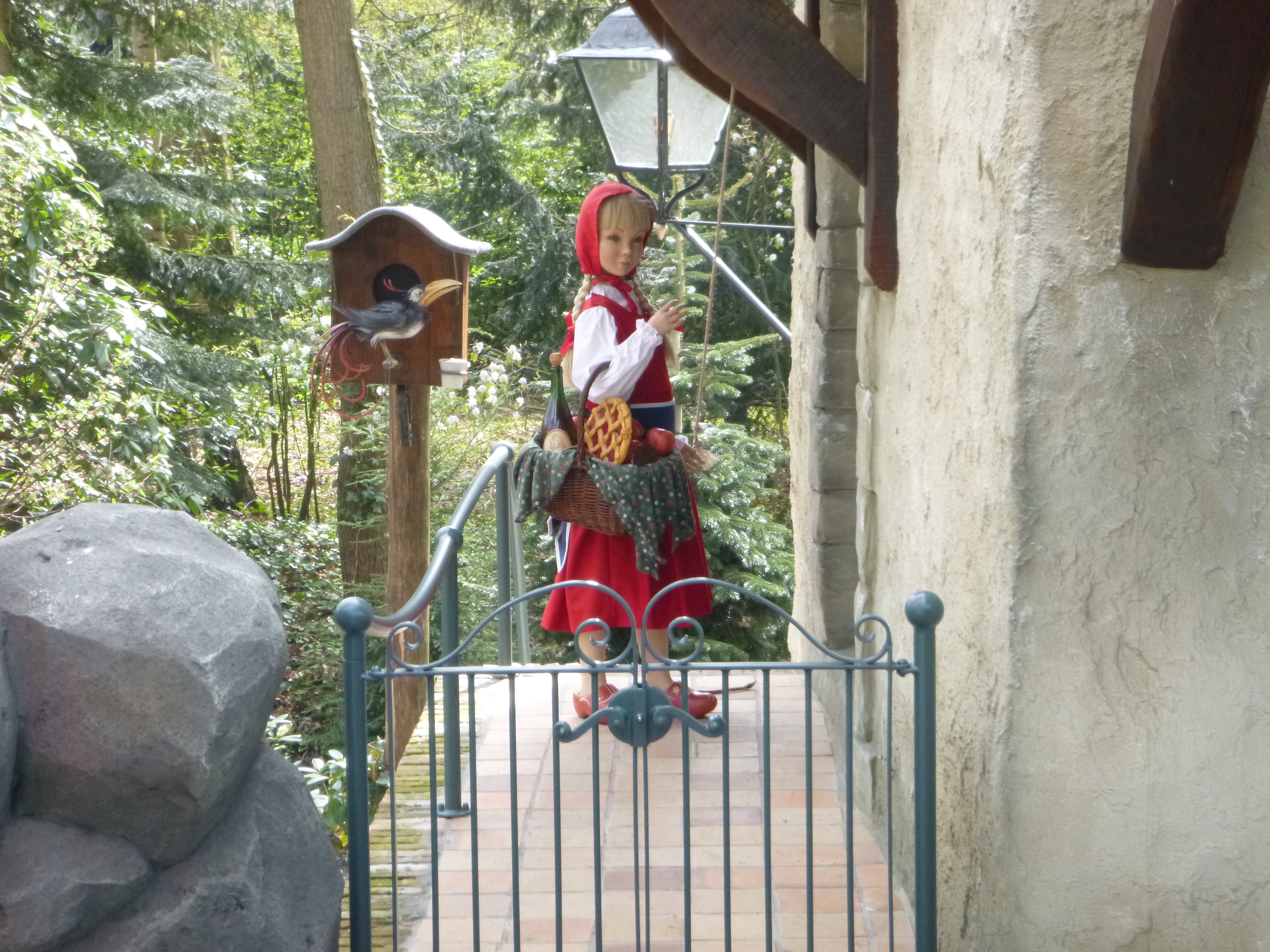
Красная Шапочка в Сказочном лесу
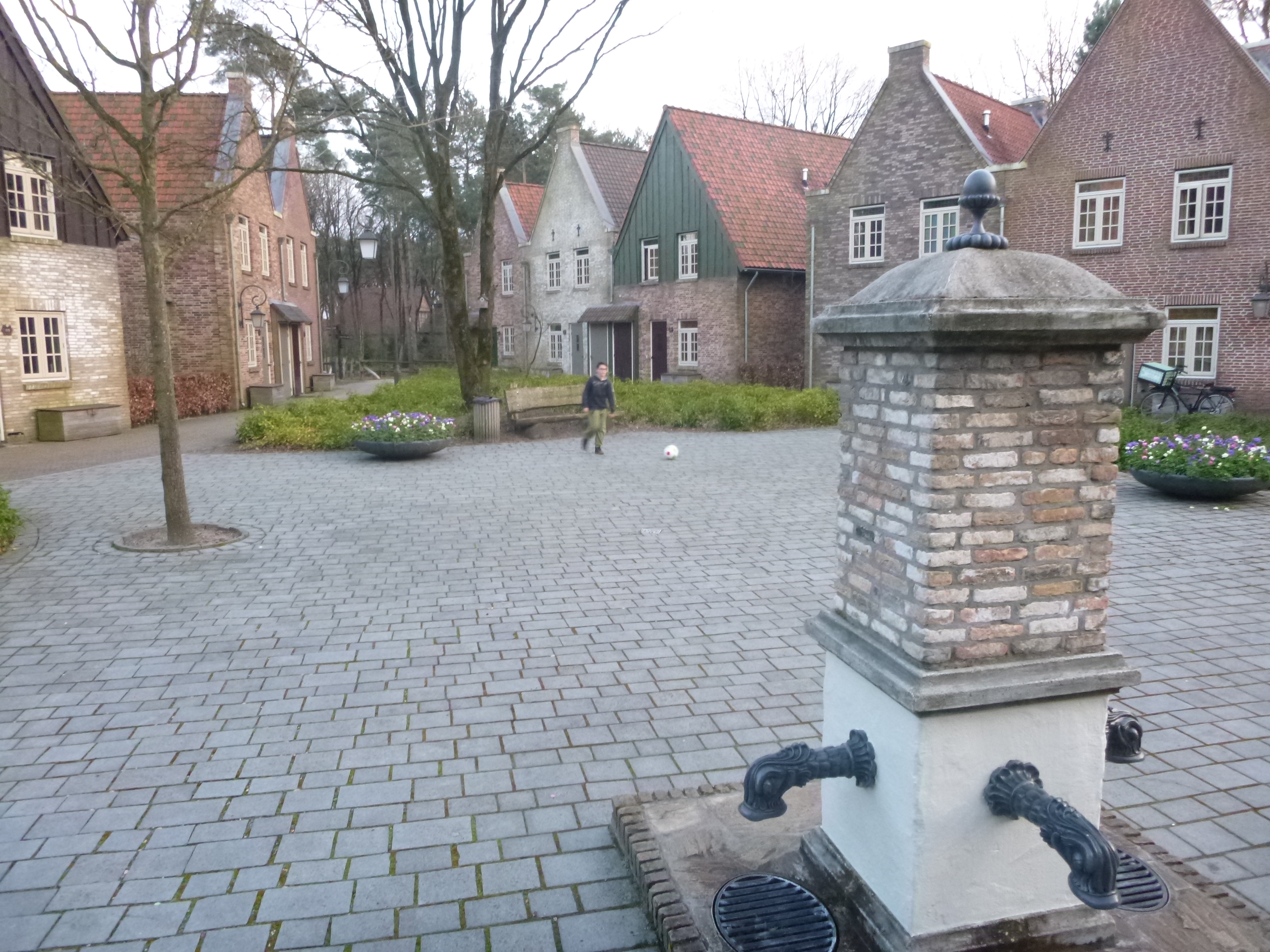
Курортная деревня Босрейк (Bosrijk)
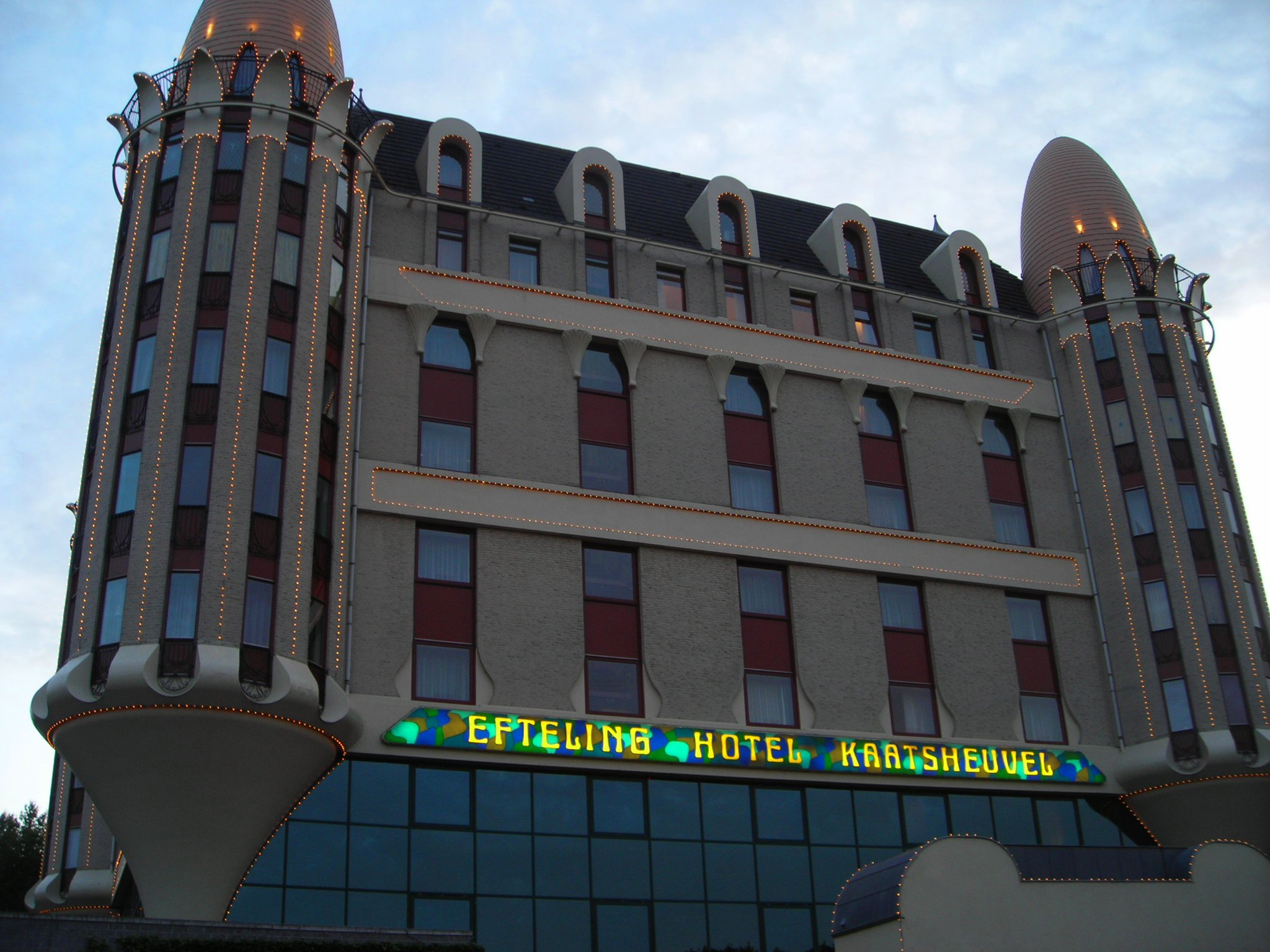
Гостиница в Эфтелинге
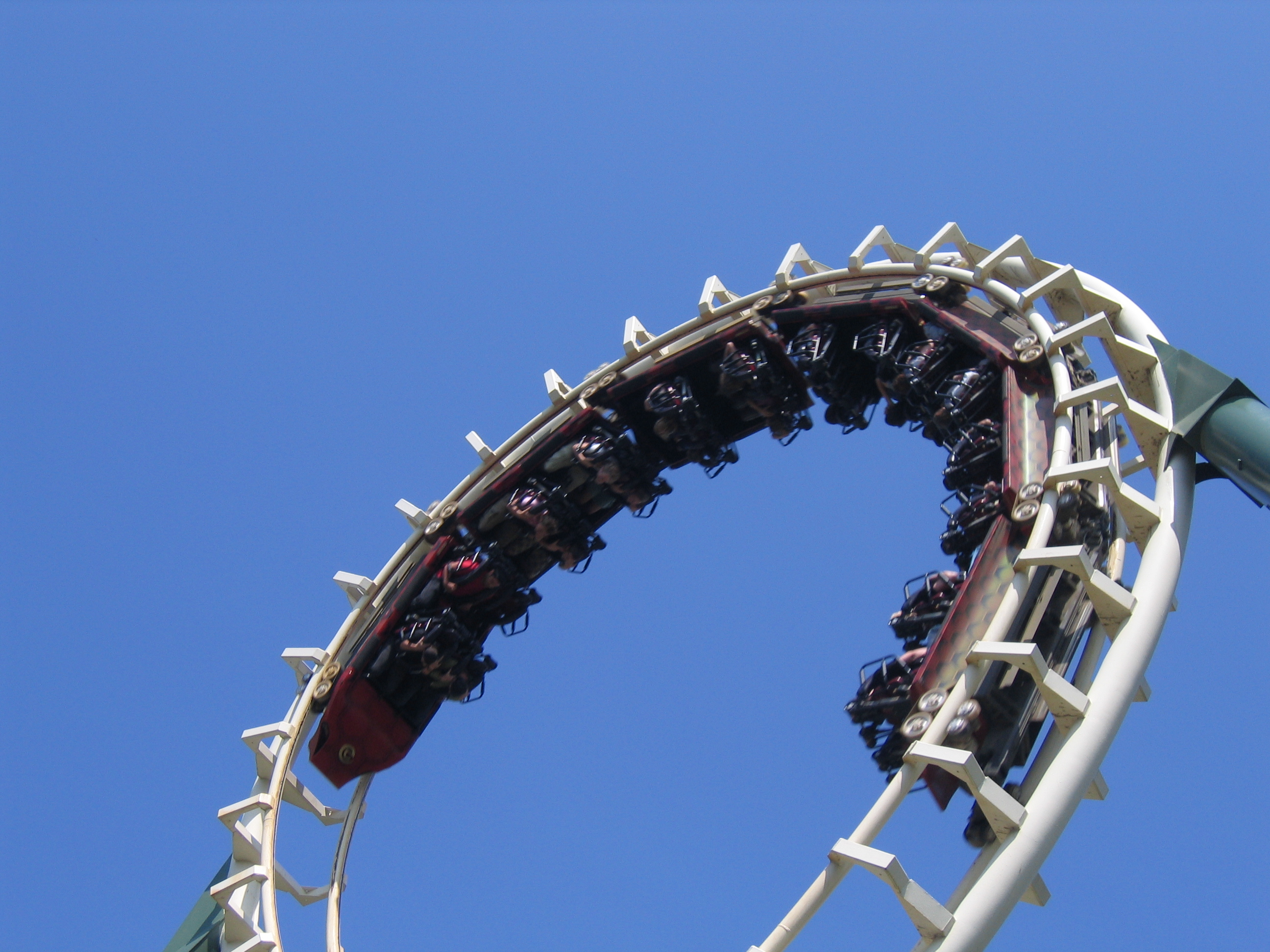
Питон (Python)